# Список людей на почтовых марках Мьянмы
Список людей на почтовых марках Мьянмы составлен в хронологическом порядке, то есть по году выпуска первых почтовых марок Мьянмы, посвящённых данной личности, начиная с 1937 года.

## История
Мьянма выпускает почтовые марки с 1937 года, когда страна была ещё известна под названием Бирма. Список короткий, поскольку эмиссионная политика Мьянмы является одной из самых консервативных в мире. Мьянма также избегает изображать людей на своих почтовых марках. Список приведён по состоянию на 2000 год, при этом только два человека, личность которых может быть установлена, были изображены на них с момента получения независимости в 1948 году.

## Перечень
На почтовых марках Мьянмы были запечатлены следующие люди:
| Год  | Имя            | Деятельность                                                                      | Марка |
| ---- | -------------- | --------------------------------------------------------------------------------- | ----- |
| 1937 | Георг V        | король Великобритании                                                             |       |
| 1938 | Георг VI       | король Великобритании                                                             |       |
| 1942 | Того Хэйхатиро | японский военно-морской деятель, адмирал флота и маршал Японской империи          |       |
| 1942 | Ноги Марэсукэ  | генерал Японской империи и третий генерал-губернатор Тайваня                      |       |
| 1948 | Аун Сан        | бирманский генерал, политический деятель, революционер, национальный герой Мьянмы |       |
| 1972 | Аун Сан        | бирманский генерал, политический деятель, революционер, национальный герой Мьянмы |       |